# سانی کری
سانی کری (انگلیسی: Sonny Carey؛ زادهٔ ۲۰ ژانویهٔ ۲۰۰۱) بازیکن فوتبال است.